# Geeloorhoningeter
De geeloorhoningeter (Meliphaga lewinii) is een endemische vogel uit Australië. Deze vogel is genoemd naar de Engels/Australische natuurschilder John William Lewin (1770-1819). 

## Beschrijving
De geeloorhoningeter is de grootste honingeter uit het geslacht Meliphaga met een lengte van 21  cm. Honingeters uit dit geslacht lijken sterk op elkaar en onderscheiden zich van elkaar door het verspreidingsgebied waarin ze voorkomen en hun roep. De geeloorhoningeter heeft een halve maanvormige gele vlek op de oorstreek en een relatief brede witte "teugel" (horizontaal streepje op de kop in verlengde van mondhoek). Deze vogel is vrij donker, olijfkleurig.

## Verspreiding en leefgebied
Het verspreidingsgebied van de geeloorhoningeter strekt zich uit over de oostelijke kuststrook van Australië. Het leefgebied is zeer gevarieerd, van regenbos tot op een hoogte van 600 m boven de zeespiegel, tot allerlei landschappen met bos en struikgewas, mangrove en ook tuinen.
De soort telt drie ondersoorten:
- M. l. amphochlora: het oostelijke deel van het Kaap York-schiereiland.
- M. l. mab: van noordoostelijk tot oostelijk-centraal Queensland.
- M. l. lewinii: oostelijk en zuidoostelijk Australië.

## Status
De grootte van de populatie is niet gekwantificeerd maar de soort wordt omschreven als zeer algemeen. Op de Rode lijst van de IUCN heeft deze soort de status niet bedreigd.